# Englische Cricket-Nationalmannschaft in Sri Lanka in der Saison 1981/82
Die Tour der englischen Cricket-Nationalmannschaft nach Sri Lanka in der Saison 1981/82 fand vom 13. bis zum 21. Februar 1982 statt. Die internationale Cricket-Tour war Bestandteil der Internationalen Cricket-Saison 1981/82 und umfasste einen Test und zwei ODIs. England gewann die Test-Serie 1–0, während die ODI-Serie 1–1 unentschieden endete.

## Vorgeschichte
England spielte zuvor eine Tour in Indien, für Sri Lanka war es die erste Tour der Saison.
Es war das erste Aufeinandertreffen der beiden Mannschaften bei einer Tour.

## Stadien
Die folgenden Stadien wurden für die Tour als Austragungsort vorgesehen.
| Stadion                                 | Stadt   | Kapazität | Spiele      |
| --------------------------------------- | ------- | --------- | ----------- |
| Paikiasothy Saravanamuttu Stadium (PSS) | Colombo | 15.000    | 1. Test     |
| Sinhalese Sports Club Ground (SSC)      | Colombo | 10.000    | 1. & 2. ODI |

## Kaderlisten
Die Kaderlisten wurden vor der Tour bekanntgegeben.
| Test | Test | ODI | ODI |
| Sri Lanka | England | Sri Lanka | England |
| --- | --- | --- | --- |
| - Bandula Warnapura (K) - Roy Dias - Mahes Goonatilleke (wk) - Lalith Kaluperuma - Ranjan Madugalle - Ashantha de Mel - Duleep Mendis - Arjuna Ranatunga - Ajit de Silva - Somachandra de Silva - Sidath Wettimuny | - Keith Fletcher (K) - Paul Allott - Ian Botham - Geoff Cook - John Emburey - Graham Gooch - David Gower - Chris Tavaré - Bob Taylor (wk) - Derek Underwood - Bob Willis | - Bandula Warnapura (K) - Roy Dias - Mahes Goonatilleke (wk) - Rohan Jayasekera (wk) - Lalith Kaluperuma - Ranjan Madugalle - Ashantha de Mel - Duleep Mendis - Anura Ranasinghe - Arjuna Ranatunga - Somachandra de Silva - Ajit de Silva - Sidath Wettimuny | - Keith Fletcher (K) - Paul Allott - Ian Botham - Geoff Cook - John Emburey - Mike Gatting - Graham Gooch - David Gower - John Lever - Jack Richards (wk) - Chris Tavaré - Bob Taylor (wk) - Derek Underwood - Bob Willis |

## One-Day Internationals

### Erstes ODI in Colombo
| 13. Februar Scorecard | Colombo (SSC) | England 211 (44.4/45)      | – | Sri Lanka 206-8 (45/45) |
|                       |               | England gewinnt mit 5 Runs |   |                         |

Sri Lanka gewann den Münzwurf und entschied sich als Feldmannschaft zu beginnen. Als Spieler des Spiels wurde Ian Botham ausgezeichnet.

### Zweites ODI in Colombo
| 14. Februar Scorecard | Colombo (SSC) | Sri Lanka 215-7 (45/45)      | – | England 212 (44.5/45) |
|                       |               | Sri Lanka gewinnt mit 3 Runs |   |                       |

England gewann den Münzwurf und entschied sich als Feldmannschaft zu beginnen. Als Spieler des Spiels wurde Sidath Wettimuny ausgezeichnet.

## Test in Colombo
| 17. – 21. Februar Scorecard | Colombo (PSS) | Sri Lanka 218 (81.5) & 175 (83.5) | – | England 223 (86.5) & 171-3 (58.1) |
|                             |               | England gewinnt mit 7 Wickets     |   |                                   |

Sri Lanka gewann den Münzwurf und entschied sich als Schlagmannschaft zu beginnen.